# Centaurea soskae
Centaurea soskae là một loài thực vật có hoa trong họ Cúc. Loài này được Hayek ex Košanin mô tả khoa học đầu tiên năm 1926.